# Omero Antonutti
Omero Antonutti, né le 3 août 1935 à Basiliano (province d'Udine) et mort le 5 novembre 2019 à Udine dans le Frioul-Vénétie Julienne, est un acteur italien.

## Biographie
Né à Basiliano, dans la province d'Udine (dans la région du Frioul-Vénétie Julienne dans le nord-est de l'Italie), Omero Antonutti apparaît souvent dans les films et les représentations théâtrales.
Omero Antonutti apparaît au cinéma à partir de 1966, principalement dans des films italiens (notamment des Frères Taviani) et espagnols (entre autres, de Carlos Saura), ou encore dans des coproductions européennes (dont Farinelli en 1994).
Pour la télévision, il participe également à des téléfilms et des séries.
Il est aussi actif dans le domaine du doublage, prêtant sa voix à plusieurs acteurs anglophones, dont Christopher Lee.
Omero Antonutti est mort le 5 novembre 2019 à l'âge de 84 dans l'hôpital d'Udine où il a été hospitalisé pour les complications d'une tumeur qui l'avait affecté depuis un certain temps.

## Filmographie partielle
- 1966 : Le piacevoli notti d'Armando Crispino et Luciano Lucignani
- 1966 : Le Marché noir de l'amour (de) (Schwarzer Markt der Liebe) d'Ernst Hofbauer
- 1974 : Fatevi vivi, la polizia non interverrà de Giovanni Fago
- 1974 : L'An un (Anno uno) de Roberto Rossellini
- 1975 : La Femme du dimanche (La donna della domenica) de Luigi Comencini
- 1977 : Padre padrone de Paolo et Vittorio Taviani
- 1980 : Alexandre le Grand (Ο Μεγαλέξανδρος - O Megalexandros -) de Theo Angelopoulos
- 1982 : La Nuit de San Lorenzo (La notte di San Lorenzo) de Paolo et Vittorio Taviani
- 1982 : Le Quatuor Basileus (Quartetto Basileus) de Fabio Carpi
- 1983 : Le Sud (El Sur) de Víctor Erice
- 1984 : Kaos, contes siciliens (Kaos) de Paolo et Vittorio Taviani
- 1985 : Golfo de Vizcaya de Javier Rebollo
- 1987 : Good Morning Babilonia (Good Morning Babilonia) de Paolo et Vittorio Taviani
- 1988 : El Dorado de Carlos Saura
- 1988 : La Sorcière (La visione del sabba) de Marco Bellocchio
- 1990 : Sandino de Miguel Littín
- 1991 : Una storia semplice d'Emidio Greco
- 1992 : Le Maître d'escrime (El maestro de esgrima) de Pedro Olea
- 1994 : Farinelli de Gérard Corbiau
- 1995 : Un eroe borghese de Michele Placido
- 1998 : Kaos II (Tu ridi) de Paolo et Vittorio Taviani
- 2000 : Terre de feu (Tierra del fuego) de Miguel Littín
- 2002 : I banchieri di Dio de Giuseppe Ferrara
- 2006 : Napoléon (et moi) (N - Io e Napoleone) de Paolo Virzì
- 2007 : La Fille du lac (La ragazza del lago) d'Andrea Molaioli
- 2008 : 14, Fabian Road de Jaime de Armiñán